# Tai ương (trò chơi điện tử)
Tai ương (tên tiếng Anh: The Scourge) là một trò chơi điện tử góc nhìn thứ nhất thuộc thể loại kinh dị nhập vai đan xen yếu tố phiêu lưu và giải đố, lấy cảm hứng từ những truyền thuyết đô thị Việt Nam từ thập niên 1990. Trò chơi được Beaztek Studio và Rare Reversee cùng phát triển, đồng thời Rare Reversee cũng là nhà phát hành trò chơi. Lấy bối cảnh tại Sài Gòn, trò chơi theo chân nhân vật Huy, một chàng trai trẻ vô tình bị cuốn vào những hiện tượng kỳ lạ tại chung cư Phong Xích Lan, sau đó mở ra hành trình tìm hiểu về cái chết bí ẩn của cả gia đình mình, tuy nhiên càng đào sâu, anh càng phát hiện ra những sự thật kinh hoàng phía sau quá khứ của gia đình mình và cả tòa chung cư.

## Lối chơi
Tai ương là một trò chơi thuộc dạng kinh dị góc nhìn thứ nhất, kết hợp lối chơi phiêu lưu, giải đố và sinh tồn đầy căng thẳng. Người chơi sẽ vào vai Lê Đặng Nhật Huy – một thanh niên trở về khu chung cư cũ để điều tra những bí ẩn liên quan đến cái chết của cha mẹ và em gái mình. Trong quá trình khám phá, anh dần bị cuốn vào hàng loạt hiện tượng siêu nhiên rùng rợn xảy ra ngay chính nơi mình đang sinh sống.
Trong suốt trò chơi, người chơi sẽ điều khiển Huy di chuyển qua các hành lang tăm tối, không gian chật chội của tòa nhà, thu thập vật phẩm, đọc tài liệu và giải các câu đố để mở khóa khu vực mới và dần dần hé lộ bí mật bị che giấu trước đó. Không có vũ khí để tự vệ, nên người chơi buộc phải dựa vào khả năng quan sát, phản xạ nhanh và tư duy logic để sinh tồn. Đồng thời, quá trình chơi cũng mở ra những mảnh ghép về quá khứ của gia đình Huy, từ đó dẫn đến những sự thật kinh hoàng phía sau.

## Bối cảnh
Bối cảnh chính trong trò chơi là một tòa chung cư có tên Phong Xích Lan tại Phú Nhuận, Thành phố Hồ Chí Minh, nơi gia đình của nhân vật Huy từng sinh sống cho đến khi toàn bộ người thân qua đời, chỉ còn Huy là người sống sót. Đáng chú ý, công trình này được xây dựng dựa trên một địa điểm có thật tại Thành phố Hồ Chí Minh, đó là chung cư 727 Trần Hưng Đạo. Đồng thời, những yếu tố về quá khứ của Phong Xích Lan cũng được phỏng theo các truyền thuyết đô thị xoay quanh tòa chung cư nổi tiếng này.
Ngoài ra, tên gọi của chung cư Phong Xích Lan thực chất là cách nói lái của cái tên 'Phan Xích Long', và đây cũng là một con đường có thật nằm tại quận Phú Nhuận.

## Nhân vật

### Nhân vật chính
| Tên   | Tên đầy đủ         | Người lồng tiếng            | Mô tả |
| ----- | ------------------ | --------------------------- | --- |
| Huy   | Lê Đặng Nhật Huy   | Lâm Gia Châu, Lưu Ái Phương | Con trai cả của ông Nhật và Bà Loan. Khi trở về căn chung cư Phong Xích Lan, Huy dần bị cuốn vào chuỗi những hiện tượng kỳ bí, ảo giác và những bí mật xoay quanh gia đình mình. Mang theo mặc cảm tội lỗi, Huy quyết định tìm đến sự thật dù phải đối mặt với thế lực hắc ám. |
| Huyên | Lê Đặng Nhật Huyên |                             | Con gái út của gia đình, đồng thời là em gái ruột của Huy, đã qua đời khi bị đẩy từ tầng 13 xuống đất. Khi còn sống, cô luôn bị cha mẹ đối xử bất công vì tư tưởng "trọng nam khinh nữ".                                                                                       |
| Nhật  | Lê Hoàng Nhật      |                             | Cha của Huy và Huyên, đã qua đời cùng bà Loan trong một vụ tai nạn giao thông. Ông là một công chức nghiêm khắc nhưng lại phải chịu nhiều áp lực từ gia đình bên nội. |
| Loan  | Đặng Thị Loan      |                             | Mẹ của Huy và Huyên, là một nghệ nhân thêu truyền thống, đã qua đời cùng ông Nhật trong một vụ tai nạn giao thông. Trước khi qua đời, bà từng có những biểu hiện kỳ lạ và thường để lại dấu hiệu cảnh báo cho Huy thông qua các hình thêu bí ẩn.                               |

### Nhân vật phụ
| Tên            | Tên đầy đủ      | Người lồng tiếng | Mô tả |
| -------------- | --------------- | ---------------- | --- |
| Phương         | —               |                  | Một thầy bói trên mạng xã hội, cô là người đã hướng dẫn Huy cách vào trạng thái Lucid dream để anh có thể tiếp xúc với Huyên và khám phá những ký ức khắc nghiệt trong quá khứ. |
| Trần Đại Cường | Trần Đại Cường  |                  | |
| Thầy Lợi Danh  | Nguyễn Lợi Danh |                  | |

## Nội dung

### Tiền truyện
Câu chuyện bắt đầu vào ngày 13 tháng 6 năm 1952, khi một doanh nhân đang tiến hành xây dựng tòa chung cư mang tên Phong Xích Lan. Trong quá trình khởi công, do xuất hiện nhiều dấu hiệu bất lợi về phong thủy, ông đã mời đến pháp sư Trần Đại Cường đến xem xét địa thế. Theo ông Cường cho rằng khu đất xây dựng thiếu hụt ngũ hành Kim, một yếu tố quan trọng trong Ngũ hành. Để bổ trợ, ông đã thực hiện một nghi lễ cổ xưa là sử dụng thi thể của bốn cô gái đồng trinh và chôn ở bốn góc nền móng để tạo thành một "tứ trụ Kim". Qua nhiều thời gian, công trình đã được hoàn tất, nhưng oán khí từ bốn thi thể bắt đầu tích tụ, và hình thành nên một thực thể siêu nhiên được gọi là Tai Ương. Trong nhiều năm sau, Cường đã tìm ra cách để phong ấn thực thể này là phải xâm nhập được vào cõi giới mà ông thường gọi là "địa ngục Tai Ương". Tuy nhiên, nghi thức bỗng bị gián đoạn do sự phản bội của con trai ông tên là Lợi Danh.
Sau khi tòa chung cư được hoàn thành vào ngày 4 tháng 4 năm 1960, nhiều hộ dân đã chuyển đến để sinh sống, trong đó có vợ chồng của ông Lê Hoàng Nhật và bà Đặng Thị Loan. Cuộc sống ban đầu của gia đình tương đối ổn định, tuy nhiên, ông Nhật đã áp lực khi mẹ mình mong muốn mình phải cưới thêm vợ để có con. Điều này đã tạo nên những mâu thuẫn và căng thẳng trong gia đình. 
Cuối cùng, hai vợ chồng cũng đẻ được một đứa con trai, tên là Lê Đặng Nhật Huy. Sau khi Huy chào đời, tình hình kinh tế của gia đình có chiều hướng tốt đẹp. Tuy nhiên, khi hai vợ chồng chào đón thêm một đứa con gái tên Lê Đặng Nhật Huyên, mọi thứ bắt đầu trở nên khó khăn. Trong khi anh trai luôn được yêu thương thì Huyên lại không nhận được sự quan tâm và yêu thương như anh trai, đồng thời cô phải chịu đựng sự bất công ngay từ khi còn nhỏ.
Khi Huy lên tám tuổi, gia đình ông Nhật bắt đầu rơi vào tình thế khủng hoảng khi ông gặp nhiều rắc rối trong công việc, còn bà Loan phải vay mượn để trang trải cuộc sống. Vì vậy nên Huyên bị gắn là nguyên nhân mang lại vận xui cho cả gia đình. Trong bối cảnh đó, vào ngày 5 tháng 9 năm 1998, Lợi Danh được mời đến để thực hiện một lễ giải hạn. Tuy nhiên, nghi thức đó thực chất là hình thức "đánh dấu máu", biến Huyên trở thành vật hiến tế cho ác thần Tài Ương. Đồng thời trong quá trình thực hiện nghi lễ, ông Nhật đã phát hiện ra Huy không phải con ruột của mình. Sự thật này đã khiến ông rơi vào trạng thái suy sụp, nghiện rượu và bắt đầu có hành vi bạo hành. Đặc biệt nhất là Huyên khi cô vừa bị cấm đoán, vừa phải chịu sự quấy rối từ chính thầy Lợi Danh. 
Đỉnh điểm là khi Huyên bị Lợi Danh đẩy từ tầng 13 chung cư xuống đất, dẫn đến cái chết thương tâm. Sau một năm Huyên mất, vợ chồng ông Nhật cũng tử vong trong một vụ tai nạn giao thông.

### Phần chính

#### Chương 1
Bối cảnh mở đầu trò chơi diễn ra vào buổi sáng của ngày hôm sau, sau khi ba mẹ Huy qua đời trong một vụ tai nạn giao thông xảy ra vào tối hôm trước. Khi đấy, tại khu chung cư Phong Xích Lan, Huy đang tổ chức tang lễ cho cha mẹ mình. Trong quá trình diễn ra tang lễ, anh bất ngờ nhìn thấy ảo ảnh của Huyên. Cô xuất hiện trong tình trạng cơ thể đẫm máu, và khi đấy cô đang cầm di ảnh của chính mình che mặt và liên tục đưa tay kêu cứu. Sau đó, Huy bất ngờ xuất hiện trong một hành lang siêu thực dẫn đến bàn của một cô thầy bói. Theo lời bà, để tìm ra những thông điệp từ người đã khuất, anh buộc phải bước vào một trạng thái gọi là Lucid dream, tức là nơi mà anh có thể nhận thức được mình đang mơ và chủ động điều hướng hành động trong đó. Sau khi nghe bà nói xong, anh lại xuất hiện trong một hành lang khác, nhưng lần này là khi anh đến nhận tiền bảo hiểm sau khi cha mẹ anh mất. Cuối cùng, anh cũng tỉnh dậy và phát hiện mình đang ngồi trước một chiếc máy tính. Trên màn hình hiển thị giao diện nhóm chat của Zalo, trong đó cô Phương, một người thầy bói mà anh từng gặp. Khi đấy, cô Phương dặn dò Huy và các thành viên khác là cần phải thực hành mỗi ngày, và quan trọng tuyệt đối là không được chạm vào bất kỳ ai trong giấc mơ, bởi điều đó có thể dẫn đến hậu quả nghiêm trọng, bao gồm cả việc phá vỡ ranh giới giữa thế giới thực và tâm linh. Sau cuộc đối thoại đó, Huy đi kiểm tra đồng hồ trong nhà, sau đó tiếp tục ngủ.
Trong giấc mơ đầu tiên, Huy thấy mình đã quay trở lại khu chung cư Phong Xích Lan, nhưng trong không gian phủ đầy bụi bặm và vẫn phảng phất hơi thở thân quen. Lúc đấy, anh nhìn thấy Huyên đang chạy nhảy trên các tầng lầu như khi còn nhỏ. Nhưng bỗng nhiên, hình ảnh Huyên biến dạng, toàn thân nhuốm máu và xung quanh người cô đầy bùa chú. Huy cố gắng thoát khỏi cơn ác mộng nhưng sau đó, anh bị Huyên đẩy từ trên cao xuống vực. Sau khi tỉnh dậy, Huy đã gọi điện cho cô Phương để tìm hiểu ý nghĩa phía sau những hành động lạ lùng của Huyên trong mơ. Cô Phương cho rằng đây không chỉ là giấc mơ, mà là một dạng "triệu hồi ký ức", và cô khuyên Huy trở lại giấc mơ để đi sâu hơn. Sau đó, anh tiếp tục làm theo cô.

#### Chương 2
Trong giấc mơ thứ hai, Huy đã trở lại căn nhà cũ của gia đình anh trong quá khứ. Khi anh vào nhà, anh đã khám phá được một phần lịch sử của gia đình mình. Cụ thể, cha mẹ của Huy đã kết hôn từ năm 1975 nhưng mãi vẫn không có con. Nên sau đó, mẹ của Huy đã tìm đến một người thầy bói tên Lợi Danh để nhờ giúp đỡ trong việc sinh nở. Sau một nghi lễ có tính chất tâm linh, bà đã mang thai và sinh ra Huy. Vì khao khát tìm ra sự thật, Huy đã vi phạm điều cấm kỵ khi chạm vào em gái mình, điều này khiến anh rơi vào một tầng giấc mơ sâu hơn. Cùng lúc đó, anh đã chứng kiến một nghi thức giải hạn từng được thầy Lợi Danh thực hiện cho Huyên. Trong quá trình khám phá, Huy phát hiện Huyên đang lơ lửng trên các ngôi mộ, qua đó, anh đã đi tìm những di vật của Huyên và đặt chúng trước các ngôi mộ đó. Sau đó, một hiện tượng siêu nhiên bất ngờ xảy ra. Linh hồn của Huyên biến thành một thực thể ma nữ khổng lồ. Huy hoảng sợ và buộc phải chạy trốn, khi đấy, anh tìm thấy được chiếc xe máy nên anh đã vội vàng lái xe đi. Nhưng cùng lúc đó, anh được xem lại khoảnh khắc cuối cùng của cha mẹ mình trước khi bị tai nạn, và anh cũng phát hiện ra nguyên nhân thực sự dẫn đến cái chết của cha mẹ mình là bị "ma che mắt, quỷ dẫn đường".
Ngay sau đó, Huy lại xuất hiện trong một căn phòng dán đầy bùa chú, và trước mặt là một cái tủ bị đóng bốn cây đinh. Lúc này có một giọng nói bí ẩn vang lên, và đó là Trần Đại Cường, một pháp sư đã âm thầm theo dõi anh từ lâu. Ông đã kể cho Huy về quá khứ u ám của khu đất nơi chung cư Phong Xích Lan được xây dựng, và sau khi nói xong, ông đưa cho Huy một lá bùa hộ mệnh, và dặn dò kỹ với Huy rằng nó sẽ giúp anh đối mặt được với Tai Ương, và phải thật bình tĩnh khi vào "địa ngục Tai Ương".

## Phát hành
Tai Ương được phát hành lần đầu dưới dạng bản chơi thử miễn phí trên nền tảng Steam vào ngày 17 tháng 9 năm 2023. Bản chơi thử cho phép người chơi trải nghiệm phần mở đầu của trò chơi, bao gồm việc khám phá chung cư Phong Xích Lan và tiếp cận các yếu tố siêu nhiên ban đầu. Và sau giai đoạn thu thập phản hồi và hoàn thiện sản phẩm, trò chơi chính thức ra mắt dưới hình thức Early Access vào ngày 23 tháng 10 năm 2024, cũng trên nền tảng Steam. Và phiên bản Early Access này bao gồm hai chương đầu tiên trong tổng bơn chương.

## Đón nhận

### Giải thưởng
| Năm  | Giải thưởng            | Hạng mục | Đề cử    | Kết quả   | Nguồn |
| ---- | ---------------------- | -------- | -------- | --------- | ----- |
| 2024 | Vietnam GameVerse 2024 | GameHub  | Tai ương | Đoạt giải | [ 4 ] |